# Randy Rampage
Randy Rampage (Vancouver, 21 febbraio 1960 – North Vancouver, 14 agosto 2018) è stato un bassista e cantante canadese che ha militato nella band hardcore punk D.O.A.

## Biografia
Ha fatto parte del gruppo D.O.A. dal 1978 al 1982, poi nuovamente dal 2000 al 2002 e dal 2006 al 2009.
Nel 1982 ha realizzato un EP autoprodotto.
Dopo aver lasciato i D.O.A. all'inizio degli anni '80, egli apparve di nuovo come cantante negli Annihilator con i quali Randy registrò un album nel 1989, intitolato Alice in Hell, lasciando la band dopo il tour.
Nel 1999 ritornò nella band e incise un altro album chiamato Criteria for a Black Widow e lasciò la band di nuovo.
Dal 2005, Randy è il leader della band metal Stress Factor 9 assieme al batterista degli Annihilator Ray Hartmann, il chitarrista Francis Frightful della band di Singapore Opposition Party, e il chitarrista Kick dei Vertical After.
È deceduto nel 2018 all'età di 58 anni a causa di un infarto.

## Discografia
D.O.A.
- Something Better Change (1980)
- Hardcore '81 (1981)
- Win the Battle (2002)
- Northern Avenger (2008)

Annihilator
- Alice in Hell (1989)
- Bag of Tricks (1994)
- In Command (1996)
- Criteria for a Black Widow (1999)
- Total Annihilation (2010)

Stress Factor 9
- Brainwarp Mindspin (2006)

Randy Rampage
- Randy Rampage EP (1982)